# Wereldkampioenschappen badminton 2018
De 24ste wereldkampioenschappen badminton werden in 2018 van 30 juli tot en met 5 augustus gehouden in de Chinese stad Nanjing. Het badmintontoernooi werd georganiseerd door de Wereld Badminton Federatie (BWF).
Er wordt gestreden om vijf titels, te weten:
- Mannen enkelspel
- Vrouwen enkelspel
- Mannen dubbelspel
- Vrouwen dubbelspel
- Gemengd dubbelspel

## Medailles
| Onderdeel          | Goud                           | Zilver                       | Brons                        |
| ------------------ | ------------------------------ | ---------------------------- | ---------------------------- |
| Mannen enkelspel   | Kento Momota                   | Shi Yuqi                     | Chen Long                    |
| Mannen enkelspel   | Kento Momota                   | Shi Yuqi                     | Liew Daren                   |
| Vrouwen enkelspel  | Carolina Marín                 | P. V. Sindhu                 | He Bingjiao                  |
| Vrouwen enkelspel  | Carolina Marín                 | P. V. Sindhu                 | Akane Yamaguchi              |
| Mannen dubbelspel  | Li Junhui Liu Yuchen           | Takeshi Kamura Keigo Sonoda  | Chen Hung-Ling Wang Chi-Lin  |
| Mannen dubbelspel  | Li Junhui Liu Yuchen           | Takeshi Kamura Keigo Sonoda  | Liu Cheng Zhang Nan          |
| Vrouwen dubbelspel | Mayu Matsumoto Wakana Nagahara | Yuki Fukushima Sayaka Hirota | Greysia Polii Apriani Rahayu |
| Vrouwen dubbelspel | Mayu Matsumoto Wakana Nagahara | Yuki Fukushima Sayaka Hirota | Shiho Tanaka Koharu Yonemoto |
| Gemengd dubbelspel | Zheng Siwei Huang Yaqiong      | Wang Yilyu Huang Dongping    | Zhang Nan Li Yinhui          |
| Gemengd dubbelspel | Zheng Siwei Huang Yaqiong      | Wang Yilyu Huang Dongping    | Tang Chun Man Tse Ying Suet  |

### Medailleklassement
| Plaats | Land           | Goud | Zilver | Brons | Totaal |
| 1      | China          | 2    | 2      | 4     | 8      |
| 2      | Japan          | 2    | 2      | 2     | 6      |
| 3      | Spanje         | 1    | 0      | 0     | 1      |
| 4      | India          | 0    | 1      | 0     | 1      |
| 5      | Chinees Taipei | 0    | 0      | 1     | 1      |
| 5      | Hongkong       | 0    | 0      | 1     | 1      |
| 5      | Indonesië      | 0    | 0      | 1     | 1      |
| 5      | Maleisië       | 0    | 0      | 1     | 1      |
| Totaal | Totaal         | 5    | 5      | 10    | 20     |